# Suling

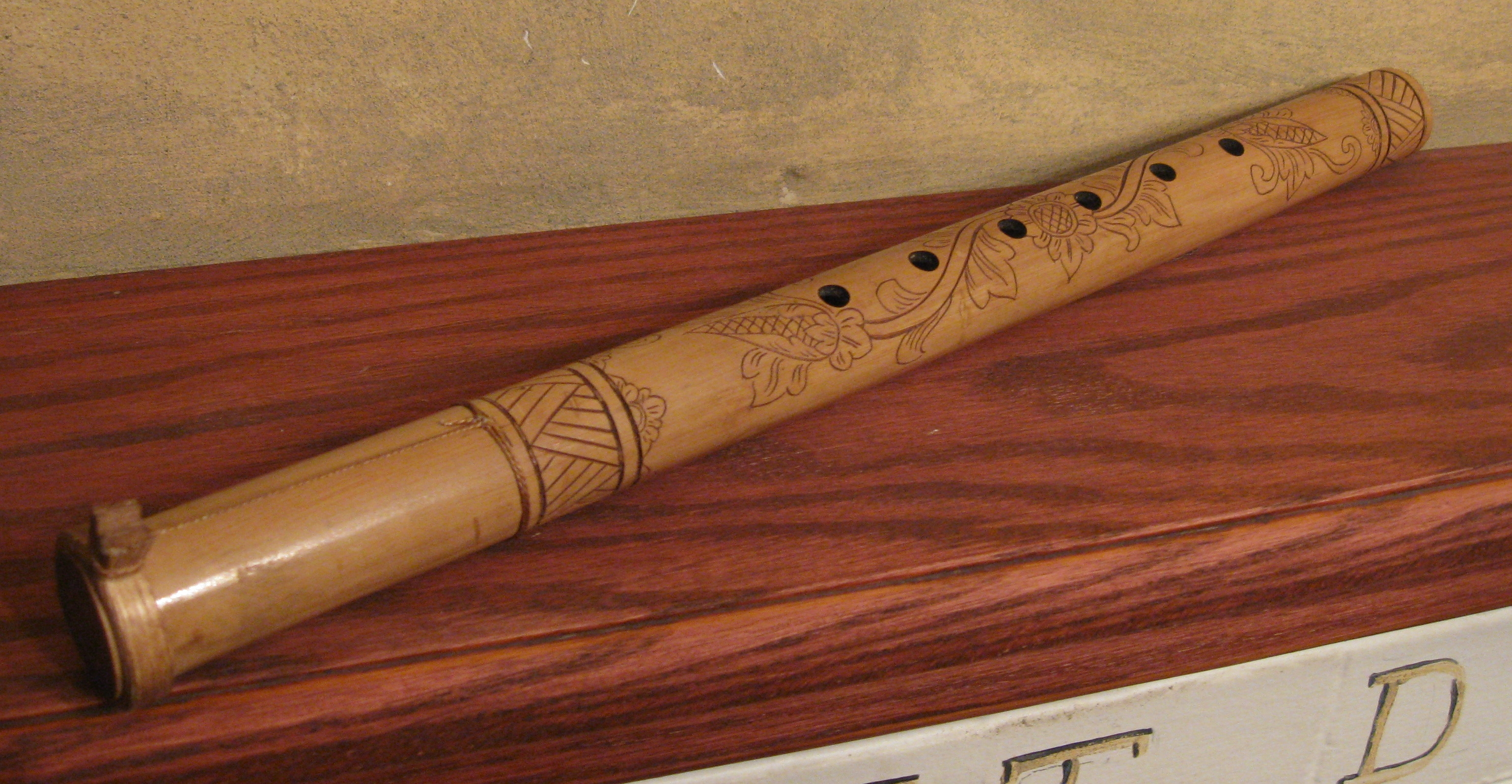
Suling

La Suling o Seruling es una flauta de bambú que posee un anillo  en el extremo donde se sopla. Es usada en las agrupaciones de música tradicional indonesia conocidas como Gamelán.
Dependiendo la región, la suling puede ser afinada con diferentes escalas. 
La suling se puede encontrar en las siguientes regiones:
- Sunda (Oeste de Java), Indonesia
- Java (Centro de Java), Indonesia
- Maluku, Indonesia
- Bali, Indonesia
- Mindanao, Filipinas
- Sulu, Filipinas